# 大科尔莫
大科尔莫（法語：Cormot-le-Grand，法語發音：[kɔʁmo lə ɡʁɑ̃]）是法国科多尔省的一个旧市镇，属于博讷区。2017年，大科尔莫与市镇沃希尼翁合并为新市镇科尔莫-沃希尼翁。

## 地理
大科尔莫（46°57'45"N, 4°38'37"E）面积5.88 平方千米，位于法国勃艮第-弗朗什-孔泰大區科多尔省，该省份为法国中东部省份，北起奥布省，西接涅夫勒省和约讷省，南至索恩-卢瓦尔省，东南接汝拉省，东临上索恩省，东北部与上马恩省接壤。
与大科尔莫接壤的市镇（或旧市镇、城区）包括：桑托斯、拉罗什波、沃希尼翁、欧比尼拉龙斯、诺莱。

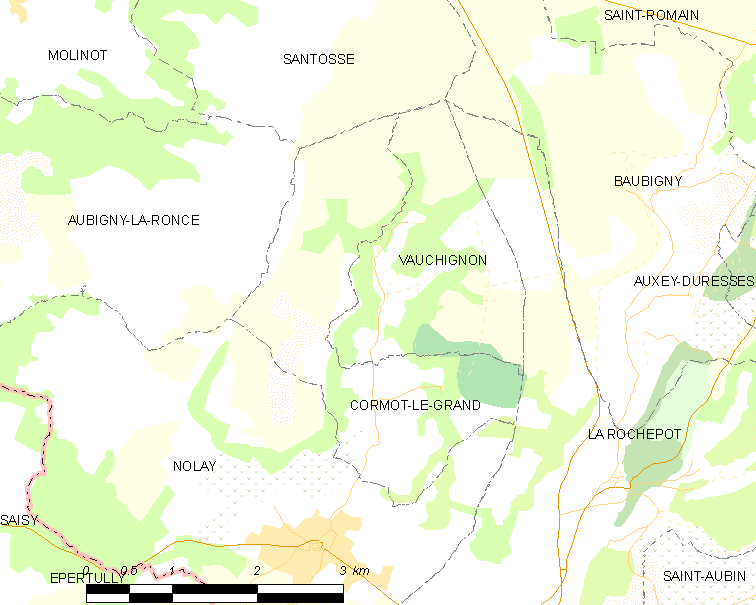
大科尔莫的OSM定位图

大科尔莫的时区为UTC+01:00、UTC+02:00（夏令时）。

## 行政
大科尔莫的邮政编码为21340，INSEE市镇编码为21195。

## 政治
大科尔莫所属的省级选区为阿尔奈勒迪克县。

## 人口

1962-2008年间大科尔莫人口变化图示

大科尔莫于2013时的人口数量为149人。